# Stefan Krakowski
Stefan Krakowski (ur. 5 czerwca 1912 w Łodzi, zm. 24 lutego 1999 tamże) – polski historyk, mediewista.

## Życiorys
Absolwent Państwowego Gimnazjum im. Mikołaja Kopernika w Łodzi (1931) i historii Uniwersytetu Stefana Batorego w Wilnie. Uczeń Stanisława Franciszka Zajączkowskiego. Od 1939 roku pracownik Archiwum Państwowego w Wilnie. Od 1946 związany z Uniwersytetem Łódzkim. W 1948 roku doktorat na podstawie pracy Studia nad dziejami Częstochowy 1225-1655. Od 1951 roku adiunkt, 1963-1982 profesor nadzwyczajny. Od 1960 kierownik Katedry Historii Polski Średniowiecznej i Nauk Pomocniczych Historia do końca XV wieku Instytutu Historii UŁ. Członek Polskiego Towarzystwa Historycznego i Łódzkiego Towarzystwa Naukowego. Zajmował się historią wojskowości w średniowieczu i genezą rozwoju miast w Polsce średniowiecznej. Do jego uczniów należą: Jan Szymczak, Stanisław Marian Zajączkowski, A. Świeżawski.

## Wybrane publikacje
- Korjatowicze i sprawa podolska w 14 w. w oświetleniu najnowszej historjografji polskiej, Wilno 1938.
- Powiat wołkowyski w końcu w. 17: (próba odtworzenia stosunków administracyjnych, gospodarczych i ludnościowych na podstawie taryfy podymnego z r. 1690), Wilno 1939.
- Stara Częstochowa: studia nad genezą, ustrojem i strukturą ludnościową i gospodarczą Częstochowy (1220-1655), Częstochowa: Księgarnia Katolicka M. Stawarz - W. Nagłowski i Ska 1949.
- Kościół a państwo polskie do początków XIV w.,  Warszawa: "Książka i Wiedza" 1950.
- Problematyka miejska w historiografii polskiej : informacje bibliograficzne, metodologia, zagadnienia : ze szczegółowym uwzględnieniem okresu: 1929-1949, Łódź 1950.
- Polska w walce z najazdami tatarskimi w XIII wieku, Warszawa: Wydawnictwo Ministerstwa Obrony Narodowej 1956.
- Ze studiów nad dziejami Częstochowy i jej okolic w wiekach XV-XVII, Łódź: Łódzkie Towarzystwo Naukowe 1960.
- Z dziejów osadnictwa miejskiego w średniowiecznej Polsce, Łódź: Łódzkie Towarzystwo Naukowe 1963.